# روري بلوك
روري بلوك (بالإنجليزية: Rory Block)‏ هي كاتبة غنائية ومغنية وعازفة قيثارة أمريكية، ولدت في 6 نوفمبر 1949 في برينستون في الولايات المتحدة.

## وصلات خارجية
- الموقع الرسمي
- روري بلوك على موقع IMDb (الإنجليزية)
- روري بلوك على موقع ميوزك برينز (الإنجليزية)
- روري بلوك على موقع أول ميوزيك (الإنجليزية)
- روري بلوك على موقع ديسكوغز (الإنجليزية)